# Binaural fusion
Binaural fusion är en kognitiv process som involverar samverkan eller förening av olika hörselinformationer som presenteras i båda öronen. Hos människor är denna process avgörande för att förstå talat språk, då ett öra kan plocka upp mer information om talstimuli än det andra. Varje öra sänder signalen den mottager till det centrala auditiva nervsystemet, eller CANS, där den slås samman till en komplett auditiv bild (hörselbild) på nivån av hjärnstammen.
Binaural fusion används också av både människor och djur för att bestämma från vilken riktning ett ljud kommer ifrån. Hjärnan jämför information från varje öra och översätter sedan skillnaderna till en sammanslagen uppfattning om var ljudet hörs. De rumsliga signalerna inkluderar skillnader i ankomsttid och intensitet, eller kraft, av ljudvågor som når öronen från en specifik punkt i rummet. Dessa signaler bearbetas parallellt som en serie distinkta steg, och sammanstrålar så småningom uppfattningen om ett enda ljud. Skillnaden i ankomsttid av ljud mellan öronen används för att bestämma riktningen av en ljudkälla på horisontalplanet.
Hörselsystemet härstammar från nivån av komplexa toner från tonens övertoner. Bearbetningen av nivån i den auditiva barken, via binaural fusion, möjliggör platser som ska fastställas.